# Dean Smith (athlétisme)
Pour les articles homonymes, voir Dean Smith et Smith.
Finis Dean Smith, né le 15 janvier 1932 et mort le 24 juin 2023, est un sportif, champion olympique et cascadeur américain.

## Biographie
Né à Breckenridge au Texas, Dean Smith a remporté le titre AAU sur 100 m en 1952. Aux Jeux olympiques d'été de 1952, il s'est classé quatrième sur 100 m et a été le premier relayeur de l'équipe composée également par Harrison Dillard, Lindy Remigino et Andrew Stanfield sacrée championne olympique en relais 4 × 100 m.
Après avoir obtenu son diplôme de l'université du Texas à Austin, Dean Smith est devenu joueur professionnel de football américain pour les Los Angeles Rams et les Pittsburgh Steelers. Après sa carrière sportive, Dean Smith est devenu cascadeur et a participé à plusieurs westerns dont Alamo, Les Comanches, La Conquête de l'Ouest, Big Jake, Le Grand McLintock ou El Dorado.

## Cinéma
- 1972 : Requiem pour des gangsters (Hickey & Boggs) de Robert Culp

## Palmarès

### Jeux olympiques
- Jeux olympiques 1952 à Helsinki ( Finlande) 
  - 4e sur 100 m
  -  Médaille d'or en relais 4 × 100 m